# دژ مستحکم

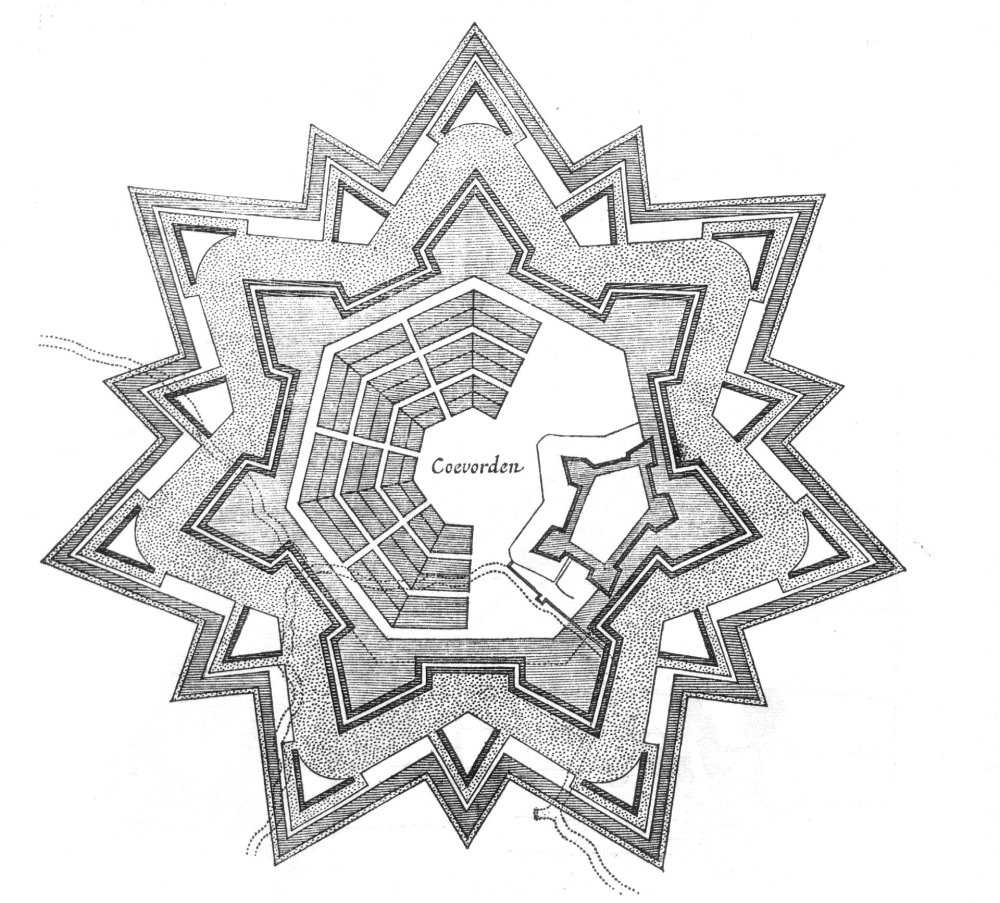
Fortification plan of طرح استحکامات کوفوردن، که به صورت شعاعی در میان استحکامات چندضلعی و خاکریزهای بیرونی گسترده ترسیم شده و در اوایل قرن هفدهم توسط ماوریتس، شاهزاده اورانژ، بازسازی شده است.

دژ مستحکم (انگلیسی: Bastion fort) یا دژ باستیون گونه‌ای از استحکامات به سبکی است که در عصر جدید اولیه در پاسخ به تسلط سلاح‌های باروتی مانند توپ، که رویکردهای اولیه قرون وسطایی به استحکامات را منسوخ کرده بود، توسعه یافت. این استحکامات در اواسط قرن پانزدهم در ایتالیا پدیدار شدند. برخی از انواع آن، به ویژه هنگامی که با راولین‌ها و سایر سازه‌های بیرونی ترکیب می‌شدند، شبیه قلعه ستاره‌ای مرتبط با همان دوران بودند.
طراحی قلعه معمولاً چندضلعی با سنگرهای و جان‌پناه دژ در گوشه‌های دیوارها است. این برآمدگی‌ها نقاط کور محافظت‌شده، به نام «مناطق مرده» را حذف می‌کردند و امکان آتش‌سوزی در امتداد دیوار حایل را از موقعیت‌هایی که از آتش مستقیم محافظت می‌شدند، فراهم می‌کردند. بسیاری از دژهای مستحکم همچنین دارای سوارکاران بودند که سازه‌های ثانویه‌ای بودند که کاملاً در داخل سازه اصلی قرار می‌گرفتند.